# The Jungle
The Jungle ((anglès): La jungla) és una novel·la de 1906 escrita pel nord-americà periodista i escriptor Upton Sinclair (1878-1968). Sinclair va escriure la novel·la per retratar la vida dels immigrants als Estats Units, en una mena de denúncia de caràcter social. Malgrat això, molts lectors van ser més sensibles a la seva exposició de males pràctiques de la indústria embaladora de carn nord-americana de principis del segle xx, basada en una investigació que va fer per a un diari socialista.
El llibre descriu la pobresa, l'absència de programes socials, precàries condicions de vida i de treball, i la desesperança freqüent entre la classe obrera, que contrasta amb la molt arrelada  corrupció dels qui exercien el poder. L'escriptor Jack London el va anomenar, La cabana de l'oncle Tom de l'esclavitud assalariada."
Sinclair va ser considerat com un muckraker ((anglès): remenador de brutícia), periodistes que denunciaven la corrupció en el govern i els negocis. Va publicar la novel·la inicialment en format d'entregues periòdiques el 1905 al diari socialista Appeal to Reason ((anglès): Crida a la Raó), des del 25 de febrer fins al 4 de novembre. Durant 1904, Sinclair va dedicar set setmanes a recollir informació mentre treballava d'incògnit a les plantes envasadores de carn dels "Stockyards" ((anglès) corrals) de Chicago pel diari. Finalment fou publicada en forma de llibre el 1906.
El 1914 va fer-se una versió cinematogràfica de la novel·la, The Jungle, però es creu que no en queda cap còpia actualment i, per tant, es considera una de les pel·lícules perdudes o "lost films".

## Argument
El personatge principal del llibre és Jurgis Rudkus, un immigrant lituà al Chicago de principis del segle xx. El llibre comença amb la festa del casament després del seu matrimoni amb una noia de 15 anys, Ona Lukoszaite, també lituana. El segon capítol descriu la vida i la família a Lituània.
Rudkus i la seva dona s'instal·len al barri de Packingtown ((anglès): Ciutat de l'envasat) de Chicago, on hi ha molts immigrants que hi treballen sense saber gaire anglès. Pren una feina a l'escorxador de Brown. Rudkus havia pensat que els Estats Units li podrien oferir més llibertat, però es troba amb les condicions de treball més dures i precàries. Ell i la seva jove esposa lluiten per sobreviure. S'endeuten fortament i són presa d'estafadors. Amb l'esperança de comprar una casa, esgoten els seus estalvis en el pagament inicial d'una casa de barri de mala qualitat, que no es poden permetre.
Rudkus esperava poder mantenir la seva dona i altres familiars, però al final tothom -les dones, els nens i el seu pare malalt- han de buscar feina per sobreviure. A mesura que la novel·la avança, els durs treballs i les condicions de vida que pateix la família van portant-los a poc a poc a la decadència física i moral. Accidents de treball i altres esdeveniments porten a la família a prop de la catàstrofe. Una lesió fa que en Jurgis sigui acomiadat de l'escorxador, trobant més tard una feina encara més insalubre a la planta de fertilitzants de Durham. Se succeeixen diverses tragèdies de la família. Ona confessa a Jurguis que el seu cap, Connor, l'ha violat, i que li fa dependre la conservació del seu lloc treball a canvi de favors sexuals. En venjança, Rudkus ataca Connor, el que resulta en l'arrest i empresonament.

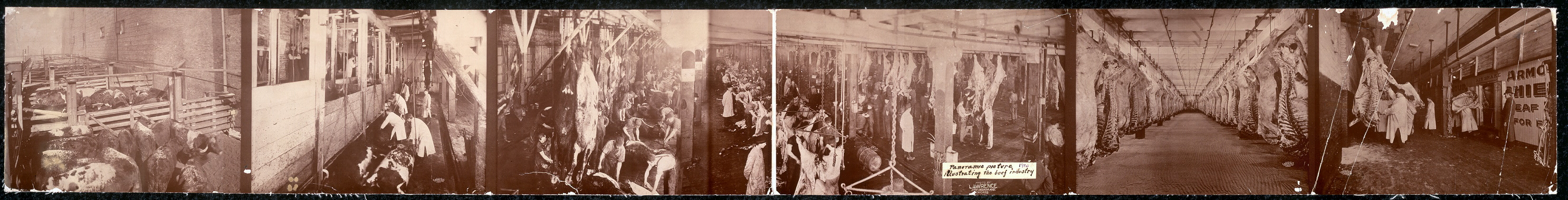
Panorama de la indústria càrnia a Chicago entorn a 1900

Després de ser alliberat de la presó, Rudkus descobreix que la seva família ha estat desnonada. Se'ls troba a casa de familiars, on Ona està en treball de part del seu segon fill. Ella mor en el part dessagnada, amb divuit anys. Rudkus no disposava de diners per obtenir assistència mèdica. Poc després, el seu primer fill s'ofega en un toll d'un carrer enfangat. Rudkus fuig de la ciutat i es dona a la beguda. La seva breu estada com rodamón a les zones rurals dels Estats Units li mostra que no hi ha realment cap escapatòria. Els agricultors acomiaden els seus treballadors desapareix quan s'acaba la collita.

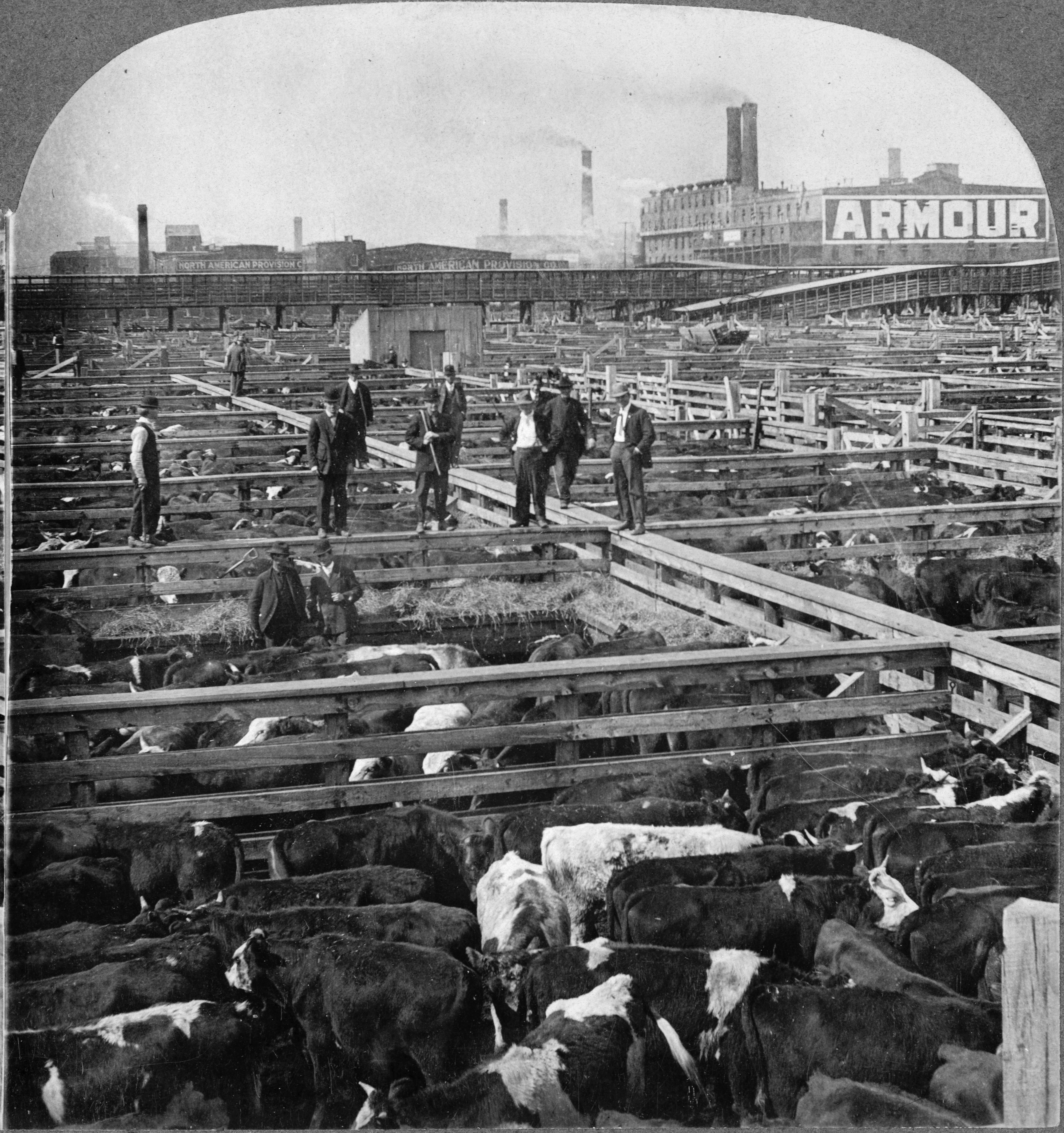
Homes enfilats a les tanques de fusta dels corrals de bestiar als "Chicago Stockyards" (1909)

Rudkus torna a Chicago i passa per una successió de llocs de treball, fent també d'estafador i lladre. Dona tombs sense nord. Una nit, assisteix a una conferència d'un orador socialista, on veu la llum i hi troba una comunitat i un objectiu. Un company socialista li dona feina, i reprèn el seu suport a la família de la seva esposa, encara que alguns ja estan perduts sense possibilitat de reparació. El llibre acaba amb un panegíric socialista.

## Principals personatges
- Jurgis Rudkus és un lituà que emigra als Estats Units i s'esforça per mantenir la seva família.
- Ona Lukoszaite Rudkus és l'esposa adolescent de Jurgis.
- Marija Berczynskas, cosina d'Ona, té el somni de casar-se amb el músic Tamoszius. Després de la mort d'Ona, i l'abandonament de Jurgis, esdevé una prostituta per ajudar a alimentar als pocs nens que queden.
- Teta Elzbieta Lukoszaite, la madrastra d'Ona, es fa càrrec dels nens. Cap al final del llibre es converteix en una captaire.

## Personatges secundaris
- Grandmother Swan, un altre immigrant lituana.
- Dede Antanas, el pare de Jurgis, aporta treball malgrat la seva edat i mala salut, mor a causa d'una infecció pulmonar.
- Jokubas Szedvilas, immigrant lituà que és propietari d'una botiga de delicatessen a Halsted Street.
- Edward Marcinkus, immigrant lituà i amic de la família.
- Fisher, una milionaria de Chicago la passió de la qual és ajudar a les persones pobres als barris marginals.
- Tamoszius Kuszleika, músic que toca el violí, i que es converteix en el nuvi de Marija
- Jonas Lukoszas, germà de Teta Elzbieta, deixa la família en els mals temps i desapareix.
- Stanislovas Lukoszas, el fill gran de Elzibeta, que comença a treballar als 13 anys.
- Mike Scully (originalment Tom Cassidy), cap del Partit Demòcrata.
- Phil Connor, un cap a la fàbrica on treballa Ona.
- Miss Henderson, superintendent d'Ona.
- Antanas, un nen, també conegut com a "Baby".
- Vilimas i Nikalojus, Vilimas és el segon fill d'Elzbieta i Nikalojus el tercer fill.
- Kristoforas, un fill esguerrat de Elzbieta.
- Juozapas, un altre fill esguerrat de Elzbieta.
- Kotrina, la filla d'Elzbieta i mitja germana d'Ona.
- Jutge Pat Callahan, un jutge corrupte.
- Jack Duane, un lladre qui Rudkus coneix a la presó.
- Madame Haupt, una llevadora contractada per ajudar a Ona.
- Freddie Jones, el fill d'un acabalat baró de la carn.
- Buck Halloran, un irlandès "treballador polític", que supervisa les operacions de compra de vots.
- Bush Harper, un home que treballa per a Mike Scully com espia.
- Ostrinski, un immigrant polonès socialista.
- Tommy Hinds, l'amo socialista de l'Hotel Hinds.
- Mr Lucas, un pastor socialista i predicador itinerant
- Nicholas Schliemann, un filòsof socialista suec.
- Durham, un home de negocis, que és el primer ocupador de Jurgis.

## Història de la publicació
Sinclair va publicar el llibre per entregues el 1905 a Appeal to Reason, el diari socialista que havia donat suport a la seva investigació encoberta de l'any anterior i que va inspirar la novel·la. Els seus esforços per publicar-ho com a llibre van trobar amb la resistència de les editorials. Un empleat de Macmillan va escriure:
"I advise without hesitation and unreservedly against the publication of this book which is gloom and horror unrelieved. One feels that what is at the bottom of his fierceness is not nearly so much desire to help the poor as hatred of the rich."

Aconsello sense dubtar-ho i sense reserves contra la publicació d'aquest llibre, que és tristesa i horror sense alleujament. Un sent que el que està en el fons de la seva feresa no és tant desig d'ajudar els pobres, com l'odi als rics. "
Després del rebuig de cinc editors que van trobar l'obra massa impactant, Sinclair va pagar la primera impressió de la seva butxaca. Una versió abreujada de la novel·la fou publicada per Doubleday, Page & Company el 28 de febrer de 1906. Ha estat en premsa des de llavors. Sinclair va dedicar el llibre als "Treballadors d'Amèrica".

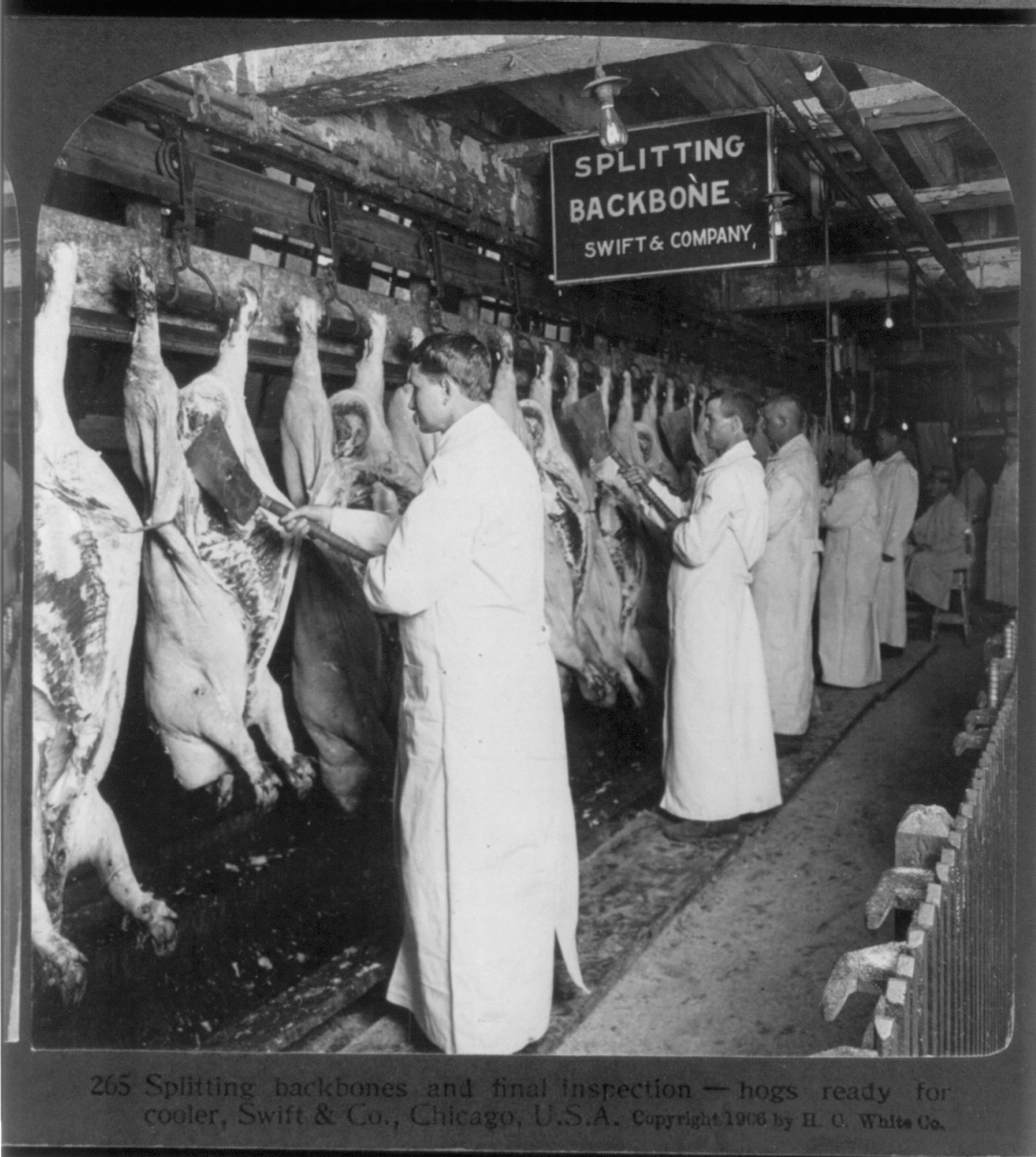
Chicago. Inspecció de la carn. 1906

## Acollida i critica
Upton Sinclair pretén exposar "l'infern de l'explotació del típic treballador d'una fàbrica nord-americana al començament del segle 20" però el públic lector es va fixar en la seguretat alimentària com a qüestió més urgent de la novel·la. Sinclair va admetre que la seva fama va sorgir, "no perquè al públic li importin res els treballadors, sinó simplement perquè el públic no vol menjar carn tuberculosa". Alguns crítics han atribuït aquesta resposta als personatges, ja que la majoria, incloent Rudkus, tenen qualitats desagradables. L'última secció, relativa a l'esdevenir socialista de Rudkus, va ser considerada per alguns com la pitjor part del llibre. Més tard Sinclair va repudiar-la. Tanmateix, la seva descripció de la contaminació càrnia va captar l'atenció dels lectors.
El relat de Sinclair sobre els treballadors que cauen en els tancs d'elaboració de la carn i es mol juntament amb parts d'animals convertint-los en llard "Durham's Pure Leaf Lard", es va apoderar del públic. Es van prendre com a exemple les males condicions de treball i l'explotació de nens i dones juntament amb els homes, per exposar la corrupció en les fàbriques processadores de carn.
El polític britànic Winston Churchill va elogiar el llibre en una ressenya.

## Resposta Federal
El President Theodore Roosevelt va descriure Sinclair com un "crackpot" ((anglès): sonat)degut a les seves posicions socialistes. Privadament va escriure a William Allen White, 
"I have an utter contempt for him. He is hysterical, unbalanced, and untruthful. Three-fourths of the things he said were absolute falsehoods. For some of the remainder there was only a basis of truth."
 Després de llegir The Jungle, Roosevelt va convenir amb algunes de les conclusions de Sinclair. Roosevelt va escriure: 
"Radical action must be taken to do away with the efforts of arrogant and selfish greed on the part of the capitalist."
 Va encarregar al Commissionat de Treball Charles P. Neill i al Treballador Social James Bronson Reynolds d'anara a Chicago a investigar diveres instal·lacions carniques.
Assabentats de la visita, els propietaris obligaren als seus treballadors a netejar a fons les fàbriques abans de la inspecció, però tot i això Neill i Reynolds encara estaven indignats per les condicions. En el seu informe oral a Roosevelt van recolzar molt del que Sinclair havia retratat a la novel·la, a excepció de la denuncia sobre treballadors que queien als processadors de carn. Neill va declarar davant el Congrés que els homes havien reportat només "coses que feien palesa la necessitat de legislació." Aquell any, el Bureau of Animal Industry va publicar un informe rebutjant les acusacions més greus de Sinclair, qualificant-les com "intencionalment enganyoses i falses", "declaracions intencionadament falses i deliberades deformacions dels fets" i "absolut disbarat".
Roosevelt no va publicar l'informe Neill-Reynolds. El va sotmetre directament al Congrés el 4 de juny de 1906. La pressió popular va portar a l'edicte de la Meat Inspection Act i la Pure Food and Drug Act of 1906; aquesta última va instituir el Bureau of Chemistry (rebatejat el 1930 com Food and Drug Administration).

Sinclair va rebutjar la legislació, que considerava una benedicció injustificada a les grans processadores de carn. El govern (i els contribuents) pagarien les despeses d'inspecció, estimades en $ 30 milions a l'any. Va queixar-se sobre la interpretació errònia dels lectors sobre el subjecte del llibre a Cosmopolitan Magazine l'octubre de 1906 dient, 
"I aimed at the public's heart, and by accident I hit it in the stomach."

Vaig apuntar al cor del públic, i per accident el vaig ferir a l'estómac

## Interès actual
El llibre ha estat imprès ininterrompudament des de 1906 i és considerat un clàssic de la literatura de protesta nord-americana. Mentre Sinclair va dir que volia retratar les dures vides dels immigrants de la classe treballadora, la novel·la és sovint interpretada i mostrada com el relat d'un periodista de les condicions laborals pèssimes en la indústria embaladora de carn. Sinclair expressa els efectes de demolidora pobresa, l'absència de programes socials, la vida desagradable i condicions de treball, i la manca d'esperança que la gent es van enfonsar, tot el que contrasta amb la molt arrelada  corrupció dels poderosos. Sinclair va posar les condicions de treball en l'avantguarda de la seva novel·la, ja que volia fomentar alternatives a l'esclavitud assalariada americana. Una ressenya de Jack London va anomenar la novel·la La cabana de l'oncle Tom de l'esclavitud assalariada."

## Adaptacions
- The Jungle (pel·lícula) 1914